# Shōei Kisen
Shōei Kisen K.K. (japanisch 正栄汽船株式会社 Shōei Kisen kabushiki-gaisha, deutsch ‚wörtl. „Shōei Dampfschiff/e Aktiengesellschaft“‘, englisch Shoei Kisen Kaisha, Ltd.) ist einer der weltgrößten Non-Operating Owner von Frachtschiffen. Das Unternehmen ist eine Tochtergesellschaft des japanischen Schiffbaukonzerns Imabari Zōsen.
Das Unternehmen verfügt über rund 150 Schiffe (Stand: 2018), die an japanische Kunden wie Ocean Network Express (Nippon Yūsen, Mitsui O.S.K. Lines, Kawasaki Kisen) und internationale Reedereien wie Evergreen Marine, Pacific Basin und A. P. Møller-Mærsk vermietet werden.
Zu den Frachtschiffen im Eigentum von Shōei Kisen zählen unter anderem Containerschiff, Produkten- und Chemikalientanker, Tanker, Massengutfrachter und Autotransporter.

## Vorfälle
Im Februar 2019 rammte der Frachter Ever Given, geleast von Shoei Kiawn Kaisha auf der Elbe die Fähre Finkenwerder und beschädigte diese sowie den Anleger schwer.
Im Juli 2021 einigte sich Shōei Kisen mit der Suez Canal Authority auf die Zahlung einer unbekannten Summe für die Freigabe des Containerschiffs Ever Given. Die Ever Given, die sich im Eigentum von Shoei Kisen befindet, zum betreffenden Zeitpunkt aber durch Evergreen Marine betrieben und durch die Schulte Group bereedert wurde, blockierte nach einem Unfall im März 2021 für sechs Tage den Sueskanal. Die Suez Canal Authority hatte in diesem Zusammenhang Schadenersatz in Höhe von 916 Millionen Dollar von Shoei Kisen gefordert. Diese Forderung wurde später auf 550 Millionen Dollar verringert. Shoei Kisen hatte demgegenüber anfänglich eine Zahlung in Höhe von 150 Millionen Dollar angeboten.
Im Juli 2023 kam es vor der niederländischen Küste zu einem Großbrand auf dem durch “K” Line gecharterten, im Besitz von Shōei Kisen befindlichen Autotransporter Fremantle Highway